# Atriplex montevidensis
Atriplex montevidensis là loài thực vật có hoa thuộc họ Dền. Loài này được Spreng. mô tả khoa học đầu tiên năm 1826.